# BNP Paribas
BNP Paribas (Бэ-Эн-Пэ Париба́) — французский финансовый конгломерат, вместе с Crédit Agricole, Société Générale и Groupe BPCE составляющий «большую четвёрку» банковского рынка страны. На 2018 год занимает девятое место среди крупнейших банков мира по активам. В 2010 году в списке 50 самых надёжных банков мира, публикуемом журналом Global Finance, банк опустился на 18-е место (по сравнению с предыдущим 9-м местом). С 2011 года входит в число глобально системно значимых банков.

## История
Группа BNP Paribas образована в 2000 году в результате слияния розничного Banque Nationale de Paris (BNP) и инвестиционного Paribas.
BNP ведёт свою историю с 1848 года, когда был создан Comptoir National d’Escompte de Paris (Национальная учётная контора Парижа, CNEP); целью его создания было вывести экономику города из кризиса, возникшего в результате революции 1848 года. С нормализацией экономической обстановки в середине 1850-х годов, это учреждение начало активно заниматься международной торговлей, в частности медью и шерстью, много лет был единственным зарубежным банком Австралии и одним из крупнейших банков Индии. К концу 1880-х годов банк оказался на грани банкротства, его президент Данфер Рошро покончил жизнь самоубийством. В 1889 году с помощью Банка Франции и других банков страны был создан новый коммерческий банк с тем же названием. Он сохранил большую часть международной сети своего предшественника, но начал больше внимания уделять развитию сети отделений внутри страны, к 1920 году было более 200 отделений. В 1946 году он, вместе с тремя другими крупными коммерческими банками Франции, был национализирован (это выражалось только в наличии представителей госструктур в совете директоров).
Ещё одна составляющая BNP, Comptoir National d’Escompte de Mulhouse (Национальная учётная контора Мюлуза), также была основана в 1848 году, в 1913 году она была преобразована в Banque Nationale de Crédit (Национальный кредитный банк). Во время Великой депрессии этот банк обанкротился, и в 1932 году был преобразован в Banque nationale pour le commerce et l’industrie (Национальный коммерческий и промышленный банк, BNCI), в него был влит ряд других французских банков, которых постигла та же участь. В 1940 году он создал дочерний банк в Африке Banque Nationale pour le Commerce et l’Industrie (Afrique). В 1946 году банк также оказался в числе национализированных, в послевоенные годы он образовал обширную сеть зарубежных отделений, включая Великобританию, Мадагаскар, Карибский регион и Латинскую Америку. В 1947 году лондонское отделение было преобразовано в дочерний банк British and French Bank (Британо-французский банк) в партнёрстве с двумя британскими инвестиционными компаниями, S.G. Warburg and Company и Robert Benson and Company.

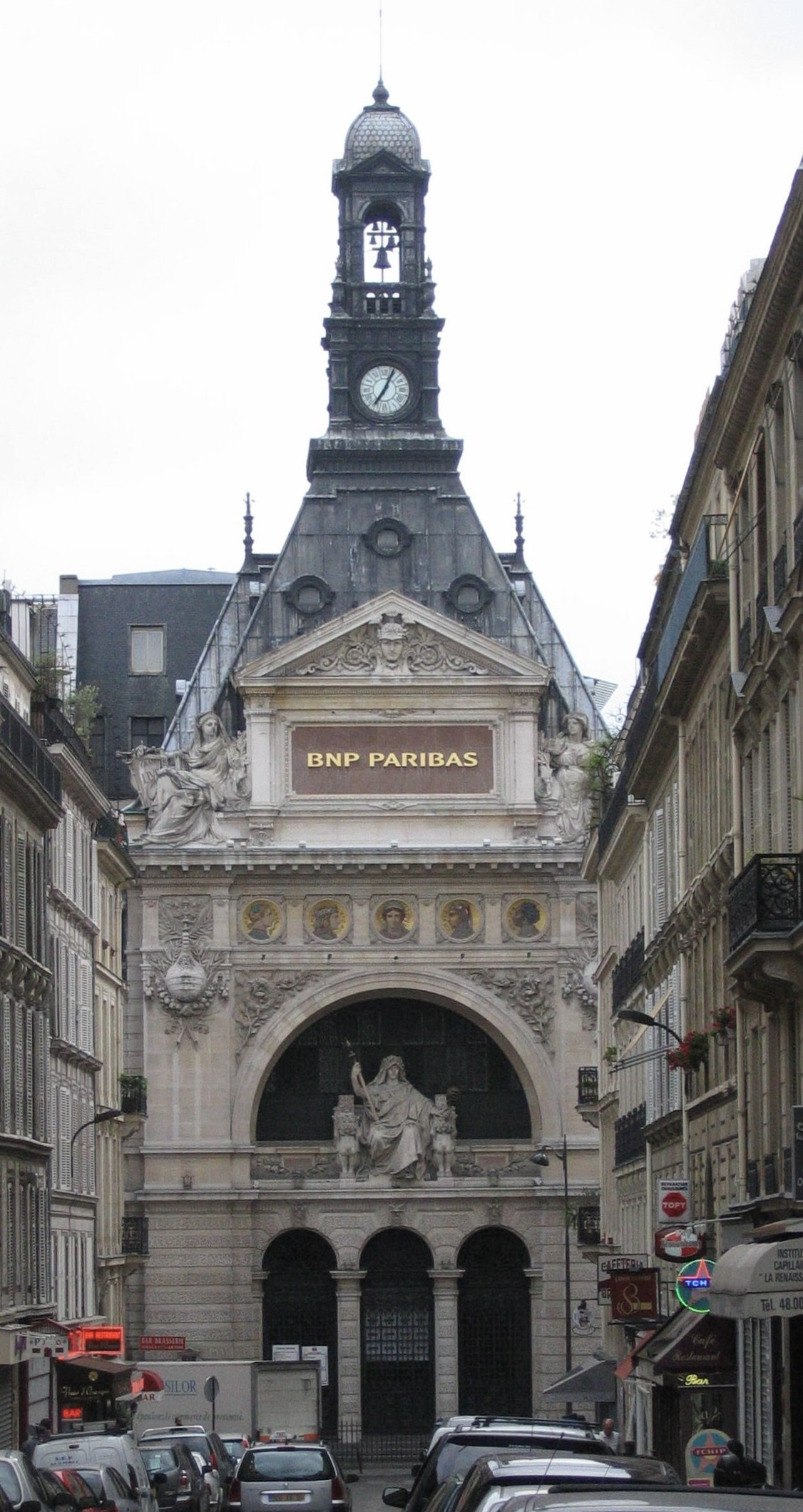
Одно из исторических зданий банка в Париже, бывшая штаб-квартира BNP (до слияния с Paribas).

В 1966 году в рамках консолидации финансового сектора Франции CNEP и BNCI были объединены в Banque Nationale de Paris (Национальный банк Парижа, BNP). В 1970 году BNP создал инвестиционное подразделение Banexi, в 1972 году было открыто отделение в Токио и создан дочерний банк в США French Bank of California; к этому времени BNP был вторым крупнейшим банком Европы с объёмом депозитов $9,2 млрд. В середине 1970-х годов были открыты отделения в Чикаго, Сеуле, Маниле, Каире, Лос-Анджелесе, Ньюпорте, Хьюстоне, Торонто, Ванкувере, Москве, Тегеране, Дюссельдорфе, Стокгольме и Амстердаме. В 1980 году был куплен калифорнийский Bank of the West. В 1986 году консервативное правительство начало программу приватизации компаний и банков, в частности был приватизирован основной конкурент BNP Société Générale. BNP, как крупнейший банк страны, был одним из последних в очереди, а с приходом в 1988 году к власти социалистов планы его приватизации были отложены совсем. Тем временем банк продолжал расти, создавая новые дочерние структуры как во Франции, так и за рубежом, особое внимание уделялось Великобритании и направлению инвестиционного банкинга. С формированием в 1993 году правительства Жака Ширака BNP был приватизирован и продолжил политику международной экспансии, Выйдя в 1990-х годах на рынки Новой Зеландии, Багамских островов, Бразилии, Алжира, Узбекистана, Перу, Индии и КНР.
Paribas ведёт историю с 1872 года, когда возник Banque de Paris et des Pays-Bas (Банк Парижа и Нидерландов). Он образовался в результате слияния Banque de Paris, созданного в 1869 году, и Banque de credit et de Dépôt, созданного в 1863 году в Амстердаме; оба банка в свою очередь были продуктом слияния нескольких банков из Франции, Нидерландов, Бельгии и Германии, основанных в 1820—30-х годах. Это был инвестиционный банк с широкой сетью отделений в Западной Европе, занимавшийся размещением государственных и корпоративных облигаций. Постепенно он трансформировался в торговый банк, особенно активно интересовался нефтью и имел тесные связи со Standard Oil. После Второй мировой войны стал универсальным банком, был национализирован в 1982 году и реприватизирован пять лет спустя. После слияния в 1998 году с Compagnie Bancaire название было изменено на Compagnie Financière de Paribas.
BNP (с 2000 года BNP Paribas) был единственным банком, через который проходили средства по программе «Нефть в обмен на продовольствие», с 1995 по 2003 год через специальный депозитный счёт его нью-йоркского отделения прошло около $65 млрд.
В 1999 году BNP предпринял попытку поглотить Société Générale, скупив контрольный пакет акций; в то же время Société Générale вела переговоры о покупке Paribas. Оба слияния закончились неудачей, в результате 23 мая состоялось слияние BNP и Paribas. Образовавшуюся группу BNP Paribas возглавил Мишель Пебро (Michel Pébereau), с 1993 года бывший генеральным директором BNP. В 2003 году на посту главного исполнительного директора его сменил Бодуэн Про (Baudouin Prot), в 2011 году он же занял пост председателя совета директоров.
В 2006 году BNP Paribas поглотил итальянский банк Banca Nazionale del Lavoro, в 2008 приобрёл находившийся на грани банкротства бельгийский Fortis, включая его люксембургский дочерний банк Fortis Bank Luxembourg, переименованный в BGL BNP Paribas (нидерландская часть Fortis была включена в состав ABN AMRO).
В июне 2014 года BNP Paribas заплатил штраф $8,9 млрд за нарушение санкций США в отношении Кубы, Ирана и Судана (штраф стал крупнейшим за такое нарушение на то время). В сентябре 2014 года Rabobank за $1,3 млрд продал группе BNP Paribas свой польский дочерний банк BGZ Bank.

## Собственники и руководство
Акции BNP Paribas котируются на парижском отделении биржи Euronext, их курс учитывается при расчёте биржевого индекса CAC 40. Основная часть акций принадлежит институциональным инвесторам, мелкие вкладчики владеют в сумме 3,9 % акций, сотрудники — 4,4 % акций. Основными акционерами являются Бельгия (в лице SFPI) — 7,7 % и Люксембург — 1 % (они стали акционерами при поглощении Fortis), американской инвестиционной компании BlackRock Inc. принадлежит 6 % акций.
- Жан-Лоран Боннаффэ (Jean-Laurent Bonnafé, род. 14 июля 1961 года) — главный исполнительный директор с 2011 года, в BNP с 1993 года, до этого работал в министерстве промышленности; также член совета директоров Carrefour и председатель Французской федерации банкиров. Окончил Политехническую школу и Горную школу Парижа[1].
- Жан Лемьер (Jean Lemierre, род. 6 июня 1950 года) — председатель совета директоров с 2014 года. В 2012—2014 годах Жан Лемьер возглавлял Наблюдательный совет «БНП ПАРИБА БАНК» АО (основной дочки Группы BNP Paribas в России). С 2000 по 2008 год был президентом Европейского банка реконструкции и развития. Также входит в советы директоров Total и TEB Holding AS, член международного института финансов, входит в международные консультационные советы Банка развития Китая (China Development Bank), Китайской инвестиционной корпорации (China Investment Corporation) и Денежно-кредитного управления Сингапура, член европейской группы Трёхсторонней комиссии[1].

## Деятельность
Банк ведёт бизнес в 72 странах (включая Россию) и имеет около 33 млн клиентов. BNP Paribas ведёт активные операции в области инвестиций, управления активами, а также на розничном рынке.
Деятельность BNP Paribas состоит из двух основных подразделений:
- подразделение розничного банкинга делится на два региона: домашние рынки и международные финансовые услуги. Домашними рынками являются Франция (FRB), Италия (BNL banca commerciale), Бельгия (BRB) и Люксембург (LRB). Международные финансовые услуги включают деятельность в других странах, а также страхование, управление активами и управление крупными частными капиталами во всех регионах; выручка на домашних рынках в 2020 году составила €15,5 млрд, на международных — €16 млрд; из активов €555,6 млрд пришлось на домашние рынки, €520,5 млрд — на международные.
- подразделение корпоративного и институционального банкинга предоставляет финансовые услуги корпорациям, производит операции на фондовых, валютных и товарно-сырьевых биржах; это подразделение принесло €13,8 млрд выручки, его активы составили €1,032 трлн.

На деятельность в Европе приходится 75 % выручки и 79 % активов, далее по значимости следуют Северная Америка (11 % и 12 % соответственно), азиатско-тихоокеанский регион (7 % и 6 %), другие регионы (8 % и 2 %).
Общее число сотрудников на 2018 год — 202 624, из них 155 тысяч в Европе (58 тысяч во Франции, 19 тысяч в Италии, 14,5 тысяч в Бельгии, 4 тысячи в Люксембурге, 59 тысяч в остальной Европе); 19 тысяч работает в Юго-Восточной Азии, 10 тысяч работает в Африке (ЮАР и северо-запад континента), 14,5 тысяч в Северной Америке, 4 тысячи в Южной Америке, 500 человек на Ближнем Востоке.
Выручка BNP Paribas в 2020 году составила €44,28 млрд, половина её пришлась на чистый процентный доход (€21,3 млрд, доход €33,6 млрд, расход €12,3 млрд), ещё €9,9 млрд составили комиссионные, €6,9 млрд — доход от инвестиций в финансовые инструменты, €4,1 млрд — страховая деятельность.
Активы на конец 2020 года составляли €2,489 трлн, в том числе выданные кредиты — €809,5 млрд, деривативы — €276,8 млрд, инвестиции страховых активов — €265,4 млрд, наличные и балансы в центральных банках — €308,7 млрд, ценные бумаги — €167,9 млрд. В структуре пассивов основными категориями являются принятые депозитные вклады клиентов (€941 млрд), технические резервы, в том числе страховые (€214 млрд), выпущенные ценные бумаги (€151 млрд).
В 2023 году BNP Paribas занял 17-е место среди крупнейших инвестиционных компаний мира по размеру активов под управлением ($1,269 трлн).
В списке крупнейших публичных компаний мира Forbes Global 2000 за 2023 год BNP Paribas занял 33-е место.
|                     | 2002…  | 2007…  | 2012  | 2013  | 2014  | 2015  | 2016  | 2017  | 2018  | 2019  | 2020  | 2021  | 2022  | 2023  |
| ------------------- | ------ | ------ | ----- | ----- | ----- | ----- | ----- | ----- | ----- | ----- | ----- | ----- | ----- | ----- |
| Выручка             | 16,79… | 31,04… | 39,07 | 37,29 | 39,17 | 42,94 | 43,41 | 43,16 | 42,52 | 44,60 | 41,78 | 43,76 | 45,43 | 45,87 |
| Чистая прибыль      | 3,295… | 8,311… | 7,313 | 5,421 | 0,507 | 7,044 | 8,115 | 8,207 | 8,005 | 8,173 | 7,067 | 9,488 | 9,848 | 10,98 |
| Активы              | 710,3… | 1694…  | 1907  | 1811  | 2078  | 1994  | 2077  | 1950  | 2041  | 2165  | 2488  | 2634  | 2664  | 2591  |
| Собственный капитал | 26,45… | 59,39… | 94,42 | 90,96 | 93,64 | 100,1 | 105,2 | 104,6 | 105,7 | 111,8 | 112,8 | 117,9 | 121,2 | 123,7 |

|                  | Активы, трлн евро | Депозиты, млрд евро | Собственные средства, млрд евро | Выручка, млрд евро | Чистая прибыль, млрд евро | Рыночная капитализация, млрд евро | Сотрудников, тыс. чел. |
| ---------------- | ----------------- | ------------------- | ------------------------------- | ------------------ | ------------------------- | --------------------------------- | ---------------------- |
| BNP Paribas      | 2,489             | 941                 | 117,3                           | 44,28              | 7,067                     | 53,9                              | 189,5                  |
| Crédit Agricole  | 2,218             | 963                 | 126,5                           | 33,60              | 5,573                     | 38,4                              | 142                    |
| Société Générale | 1,462             | 456,1               | 66,98                           | 22,11              | 0,196                     | 22,5                              | 149                    |
| Groupe BPCE      | 1,446             | 816                 | 78,41                           | 22,54              | 1,610                     | -                                 | 105                    |

Примечание. Данные за 2020 год, рыночная капитализация на июнь 2021 года.

## Дочерние структуры

### Международные структуры
BNP Paribas SA имеет отделения в Австралии, Австрии, Аргентине, Бахрейне, Бельгии, Болгарии, Великобритании, Венгрии, Вьетнаме, Германии, Гонконге, Дании, Джерси, Индии, Ирландии, Испании, Италии, Каймановых островах, Канаде, Катаре, Кувейте, Люксембурге, Малайзии, Монако, Нидерландах, Норвегии, Объединённых Арабских Эмиратах, Панаме, Польше, Португалии, Республике Корея, Румынии, Саудовской Аравии, Сингапуре, Соединённых Штатах Америки, Тайване, Таиланде, Филиппинах, Финляндии, Чехии, Швеции, Южно-Африканской Республике, Японии.
BNP Paribas Cardif — страховая компания с отделениями в Австрии, Алжире, Аргентине, Бельгии, Болгарии, Бразилии, Великобритании, Венгрии, Германии, Дании, Испании, Италии, КНР (50 %), Колумбии, Люксембурге, Мексике, Нидерландах, Норвегии, Перу, Польше, Португалии, Республике Корея (90 %), России (ООО «Страховая компания Кардиф»), Румынии, Тайване, Турции, Франции, Хорватии, Чехии, Чили, Швейцарии, Швеции, Японии; в Индии работает совместное предприятие SBI Life Insurance Company, в котором BNP Paribas принадлежит 22 % акций, а Национальному банку Индии (SBI) — 62,1 %.
Arval — лизинговая компания с отделениями в Австрии, Бельгии, Бразилии, Великобритании, Венгрии, Германии, Греции, Дании, Индии, Ирландии, Испании, Италии, Люксембурге, Марокко, Нидерландах, Польше, Португалии, России, Словакии, Турции, Финляндии, Франции, Чехии, Чили, Швейцарии, Швеции.
Cetelem — розничный банк с филиалами в Алжире, Бразилии, Испании, Мексике, ранее в России («Сетелем Банк» ООО, доля BNP Paribas 20,8 % продана Сбербанку в 2021 году, право пользования торговым наименованием истекло в 2022 году), Румынии.
Hello bank! — виртуальный банк, начавший работу в 2013 году; работает во Франции, Германии (как Consorsbank), Бельгии, Италии, Чехии и Австрии; всего около 3 млн клиентов.
BNP Paribas Investment Partners — дочерняя компания по управлению активами.

### Региональные банки
BNP Paribas Fortis — крупнейший банк Бельгии, поглощён в 2008 году после банкротства бельгийско-нидерландской финансовой группы Fortis; помимо Бельгии имеет отделения в Испании, Люксембурге, Румынии, США.
Bank of the West — калифорнийский банк, купленный в 1980 году. Более 600 отделений на среднем западе и западе США, выручка около $2 млрд.
Banca Nazionale del Lavoro — итальянский банк со штаб-квартирой в Риме; основан в 1913 году, в 2006 году куплен BNP Paribas.
Акционерное общество «БНП Париба Банк» (дочерний банк BNP Paribas) был зарегистрирован Банком России под № 3407 28 мая 2002 года. Уставный капитал — 5,8 млрд руб.
Банк имеет лицензии на осуществление банковских операций со средствами в рублях и иностранной валюте (без права привлечения во вклады денежных средств физических лиц) и на привлечение во вклады денежных средств физических лиц в рублях и иностранной валюте. Имеет 39 представительств в РФ. Участник системы страхования вкладов с 22 апреля 2005 года. Банк имеет высший для России рейтинг от агентства Standard & Poors — BB+, по версии русской редакции Forbes, входит в пятёрку самых надёжных банков России. В 2018 году российским рейтинговым агентством АКРА банку была присвоена высшая рейтинговая оценка AAA(RU) со стабильным прогнозом, рейтинг ежегодно подтверждается (2018-2014).
На Украине банк владеет 60 % акций «УкрСиббанка» (остальные у Европейского банка реконструкции и развития, ЕБРР). Банк был основан в Харькове в 1990 году, в 2006 году группа BNP Paribas приобрела контрольный пакет акций (51 %), к 2010 году довела свою долю до 99,99 %, но в следующем году продала 15 % ЕБРР, а в 2016 году сократила свою долю до 60 %. На 2018 год активы банка составляли 52 млрд гривен ($2 млрд), уставной капитал 5 млрд гривен, выручка 5,9 млрд гривен, чистая прибыль 2,67 млрд гривен.
BMCI (Banque marocaine pour le commerce et l’industrie, промышленно-коммерческий банк Марокко) — марокканский банк, в котором BNP Paribas принадлежит доля 65 %.
Banque de Wallis et Futuna (BWF).

## Спонсорство
Группа ведёт активную меценатскую и спонсорскую деятельность. Так при её участии проводятся теннисные турниры в Калифорнии, Риме и Париже. Также гигант банковского рынка Европы является титульным спонсором Кубка Федерации и Кубка Дэвиса.